# Zabłotce (stacja kolejowa)
Zabłotce (ukr. Заболотці, ros. Заболотцы) – stacja kolejowa w miejscowości Zabłotce, w rejonie złoczowskim, w obwodzie lwowskim, na Ukrainie.
Stacja powstała w czasach Austro-Węgier na linii kolei galicyjskiej im. Karola Ludwika.